# Agiásos
Agiásos är en ort i Grekland.   Den ligger i prefekturen Nomós Lésvou och regionen Nordegeiska öarna, i den östra delen av landet, 260 km nordost om huvudstaden Aten. Agiásos ligger 458 meter över havet och antalet invånare är 2 320. Den ligger på ön Lesbos.
Terrängen runt Agiásos är kuperad. Runt Agiásos är det ganska tätbefolkat, med 62 invånare per kvadratkilometer. Närmaste större samhälle är Mytilene, 16,2 km öster om Agiásos. 